# Парк (окръг, Монтана)
Вижте пояснителната страница за други значения на Парк.
Окръг Парк (на английски: Park County) е окръг в щата Монтана, Съединени американски щати. Площта му е 7288 km², а населението - 16 353 души (2017). Административен център е град Ливингстън.